# Cèl·lules de Leydig
Les cèl·lules de Leydig són les productores de testosterona més importants dels mascles. Aquesta testosterona (l'androgen més important) és el que estimula l'espermatogènesi sota el control de l'hormona luteïnitzant (LH). A més, afavoreix l'aparició dels caràcters sexuals secundaris. Aquestes cèl·lules són el principal tipus cel·lular que es troba al teixit connectiu situat entre els túbuls seminífers. Les cèl·lules de Leydig es troben aïllades o en grup i estan associades íntimament als plexes de capil·lars limfàtics i sanguinis que envolten els túbuls seminífers. Aquestes grans cèl·lules posseeixen un gran citoplasma eosinòfil que té quantitats variables de vacúols lipídics.